# Jean Kern

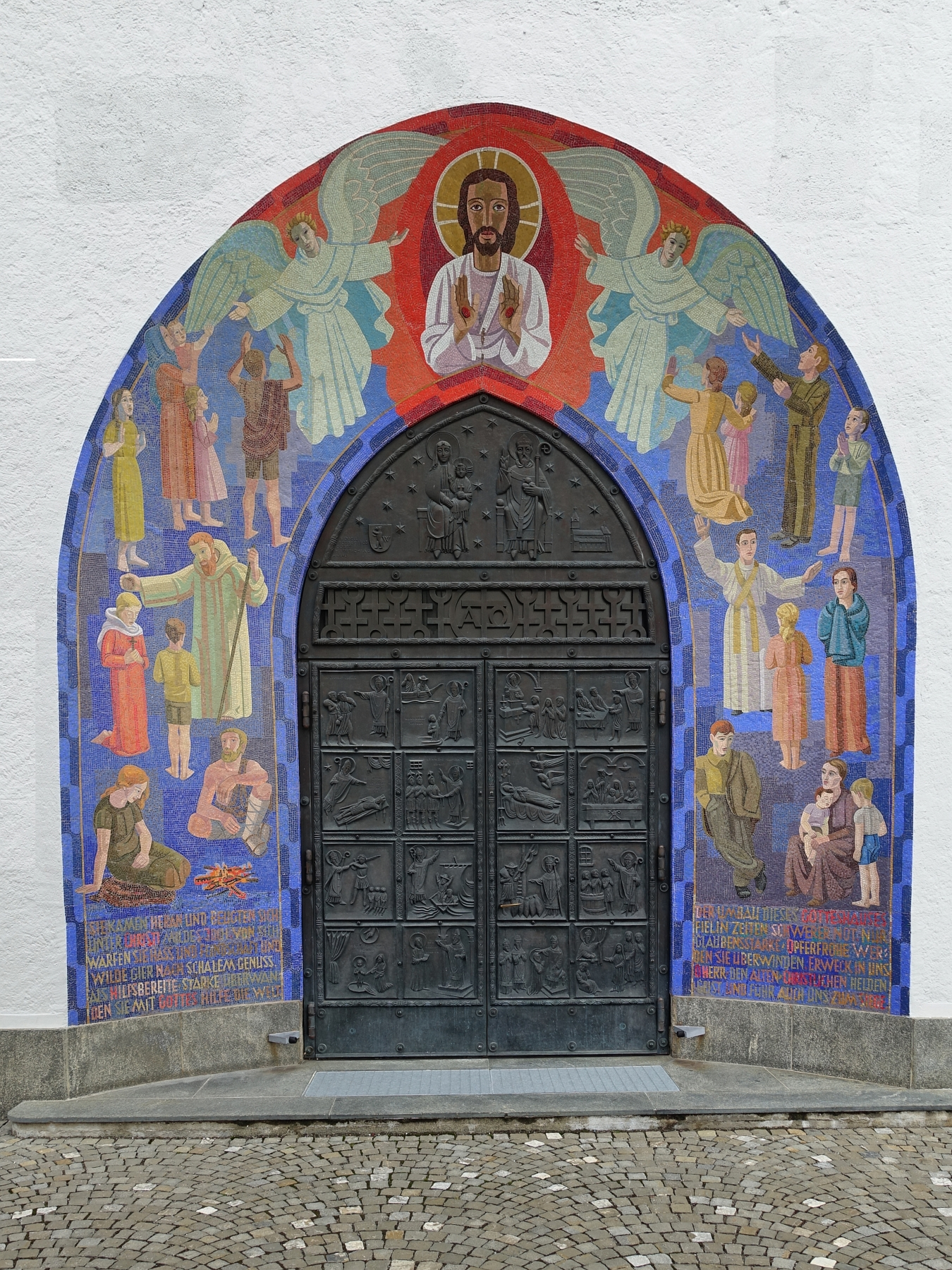
1934, Mosaik. Stadtkirche St. Nikolaus in Wil

Jean Kern (* 11. August 1874 in Bülach; † 7. August 1967 in Zürich) war ein Schweizer Maler und Grafiker.

## Leben und Werk
Jean Kern absolvierte in Basel eine Lehre als Maler und besuchte die Allgemeine Gewerbeschule Basel. Anschliessend hielt er sich an verschiedenen Kunstakademien in Paris auf und arbeitete als Dekorationsmaler und Grafiker. 
Kern schuf u. a. 1933/34 das von Karl Peterli entworfene Mosaik für die Stadtkirche St. Nikolaus in Wil. Als Mitglied der Sektion Zürich der GSMBA stellte er seine Werke in Einzel- und Gruppenausstellungen aus. Kern war u. a. mit Cuno Amiet befreundet.
In Bülach gibt es den Jean-Kern-Weg.